# Hiszpańskie Siły Powietrzne
Hiszpańskie Siły Powietrzne (Ejército del Aire) EdA. Powstały 7 października 1939 roku. Obecnie posiadają 650 samolotów, które obsługuje 14 300 ludzi. Składają się z 3 wydziałów sterujących podległymi im jednostkami.

## Struktura

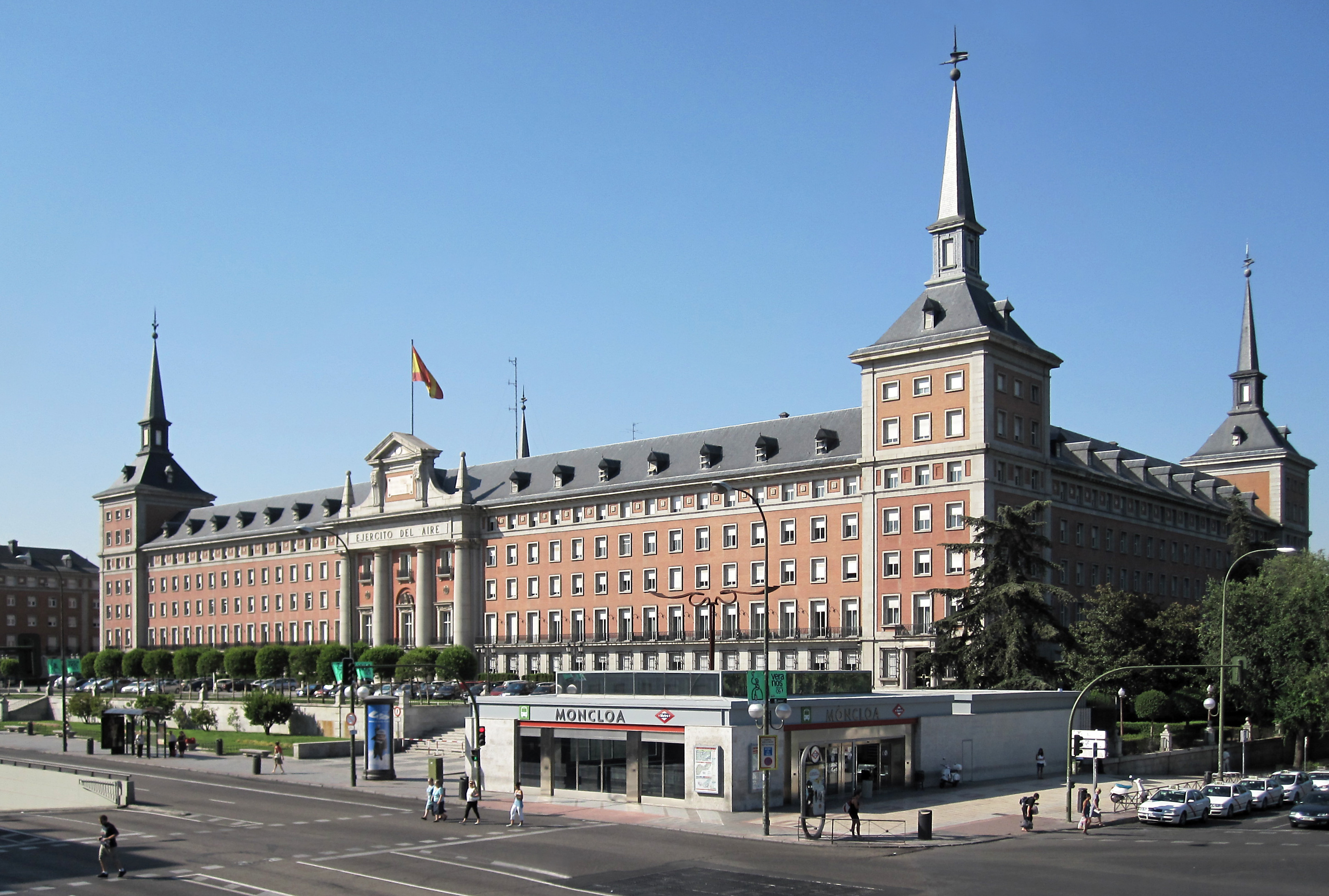
Kwatera Główna Sił Powietrznych (Madryt)

Wydział sztabu generalnego zajmuje się zadaniami cywilnymi. Do ich zadań należy przewóz osobistości oraz zadania poszukiwawczo-ratownicze. II Wydział podlega dowództwu lotnictwa taktycznego i posiada samoloty Northrop F-5 Freedom Fighter i Lockheed P-3 Orion.

## Wyposażenie

Rozmieszczenie baz lotniczych.

W 1967 roku zamówiono 70 Northrop F-5 Freedom Fighter, w tym 34 dwumiejscowych szkolnych i 18 rozpoznawczych. Samoloty miały być wyprodukowane na licencji przez CASA. Dla odróżnienia od Northropa dodano w oznaczenia literkę S od Spain. Awionika oraz silniki pochodziły z USA. Dostawy rozpoczęte w czerwcu 1969 roku zakończono w grudniu 1972 roku. SF-5A pozostały na głównej linii frontowej do 1992 roku. Maszyny rozpoznawcze zostały do 2003. Na początku lat 90 XX wieku 23 pozostałe w służbie SF-5B zostały zmodernizowane. Zmieniono strukturę skrzydeł, podłużnice grzbietowe, wręgi za kabiną. Wzmocniono stateczniki poziome i wymieniono podwozie oraz awionikę. Podjęta kilka lat później, kolejna modernizacja zmodernizowała awionikę oraz aranżacje kokpitu. W 2003 roku rozpoczęto program modernizacji, który przedłuży ich eksploatację do 2024 roku.
Na lotnictwo bojowe składają się także samoloty F/A-18 Hornet (60 sztuk wersji EF-18A i 12 sztuk wersji EF-18B). Oba typy wielozadaniowego samolotu są na wyposażeniu jednostek znajdujących się w Saragossie i Torrejon. Obok tych samolotów Hiszpania dysponuje jeszcze samolotem Dassault Mirage F1. Samoloty te stacjonują w Los Lianos (wersja F-1CE) oraz w Gando na Wyspach Kanaryjskich (wersja F-1EE). W latach dziewięćdziesiątych stacjonowały samoloty Walencji (Manises) Mirage IIIEE wykonujące zadania szturmowe. Obecnie nie są już używane. Z kolei zadania rozpoznawcze wykonują samoloty Northrop SF-5A i SRF-5A Freeedom Fighter oraz McDonnell Douglas RF-4C Phantom II. Zadania morskie są realizowane przez samoloty typu Fokker i Aerospatialle AS-332 Super Puma. Do zadań transportowych wykorzystuje się 55 samolotów CASA C-212 Aviocar, 11 Lockheed C-130 Hercules oraz 18 CASA-Nurtanio CN-235. Przewozowi VIP-ów służą Falcon 20, Falcon 900 i Airbus A310. Do zadań dyspozycyjno-łącznikowych używa się samolotów Dornier Do 27 i CASA 127.
Do szkolenia pilotów używa się samolotów CASA-ENAER T-35C Tamiz oraz samolotu CASA C-101EB Aviojet. szkolenie studentów odbywa się natomiast na samolotach Nothrop SF-5B. Wykonywane są także loty na samolotach CASA C-212 i śmigłowcach Bell 47G, Hughes 300 i Bell UH1 Iroquois. Ponadto do szkolenia używa się także samolotów Piper Aztec i Piper Navajo Beech Bonanza i Beech Baron.
W dniu 17 listopada 2016 roku odebrano pierwszy z samolotów transportowych Airbus A400M do 2022 roku Hiszpanie posiadać mają 14 samolotów transportowych tego typu z 27 zamówionych. W Ejército del Aire otrzymały one oznaczenie T.23. Wraz z nimi Ejército del Aire odbiorą także 9 modułowych zestawów, obejmujących układy samoobrony, urządzenia łączności satelitarnej i zasobniki z przewodami elastycznymi do podawania paliwa, które będą mogły być zabudowane w każdym z hiszpańskich samolotów tego typu, zależnie od potrzeb użytkownika.
2 marca 2015 roku General Atomics Aeronautical Systems poinformował o zawarciu porozumienia z hiszpańską firmą SENER w celu wspólnego promowania aparatu w Hiszpanii w odpowiedzi na zapowiedziane przez ten kraj rozpoczęcie procedury pozyskania bezzałogowego samolotu do wypełniania zadań patrolowo-rozpoznawczych. 6 października 2015 roku Departament Stanu Stanów Zjednoczonych podał do publicznej wiadomości informację o wydaniu zgody na sprzedaż samolotów do Hiszpanii. 17 lutego 2016 roku Hiszpania i Stany Zjednoczone podpisały międzypaństwową umowę na zakup bezzałogowych bojowych aparatów latających MQ-9 Reaper. Kontrakt przewiduje dostarczenie czterech samolotów i dwóch stanowisk naziemnej kontroli lotu.
| Samolot (oznaczenie)                   | Zdjęcie             | Producent                                     | Typ                                                 | Liczba              | Uwagi |                     |
| Samoloty myśliwskie                    | Samoloty myśliwskie | Samoloty myśliwskie                           | Samoloty myśliwskie                                 | Samoloty myśliwskie | Samoloty myśliwskie | Samoloty myśliwskie |
| -------------------------------------- | ------------------- | --------------------------------------------- | --------------------------------------------------- | ------------------- | --- | ------------------- |
| Eurofighter Typhoon (C.16)             |                     | Wielka Brytania · Niemcy · Włochy · Hiszpania | wielozadaniowy (przewagi powietrznej) 4,5 generacji | 68                  | W służbie od 2004, zamówiono 73, w 2010 rozbił się jeden CE.16 (wersja dwumiejscowa), w 2014 jeden C.16, w 2017 jeden C.16.                                         |                     |
| McDonnell Douglas F/A-18 Hornet (C.15) |                     | Stany Zjednoczone                             | wielozadaniowy (szturmowy) 4 generacji              | 72                  | 74 EF-18M, 12 EF-18BM, dostarczono 96 (60 EF-18A + 12 EF-18B + 24 F/A-18A), w służbie od 1986 roku. Planowane zastąpienie ich najnowszą wersją Eurofighter Typhoon. |                     |
|                                        |                     |                                               | Suma                                                | 144                 | |                     |
| Patrolowe                              |                     |                                               |                                                     |                     | |                     |
| Lockheed P-3 Orion (P.3)               |                     | Stany Zjednoczone                             | morski patrolowiec / ZOP                            | 4                   | 4 P-3M, dostarczono 7 (2 P-3A + 5 P-3B), od 1973 |                     |
| Dassault Falcon 20 (TM.11)             |                     | Francja                                       | walka elektroniczna                                 | 2                   | 20ECM, |                     |
| Powietrzne tankowce                    |                     |                                               |                                                     |                     | |                     |
| Lockheed C-130 Hercules (TK.10)        |                     | Stany Zjednoczone                             | taktyczny transportowiec / tankowiec                | 5                   | 5 cysten KC-130H (TK.10) od 1976 |                     |
| Samoloty transportowe                  |                     |                                               |                                                     |                     | |                     |
| Airbus A400M (T.23)                    |                     | Unia Europejska                               | taktyczny transportowiec                            | 1                   | 14 zamówionych |                     |
| Lockheed C-130 Hercules (T.10)         |                     | Stany Zjednoczone                             | taktyczny transportowiec                            | 6                   | 5 C-130H, 1 C-130H-30 od 1973 |                     |
| CASA C-295 (T.21)                      |                     | Hiszpania                                     | taktyczny transportowiec                            | 13                  | C-295M od 2000 |                     |
| CASA CN-235 (T.19)                     |                     | Hiszpania                                     | lekki transportowiec                                | 14                  | 12 CN-235-100M + 2 CN-235-10M (fotogrametria), dostarczono 20 (18 CN-235-100M + 2 CN-235-10M VIP), od 1988                                                          |                     |
| CASA C-212 Aviocar (T.12)              |                     | Hiszpania                                     | lekki transportowiec                                | 26                  | dostarczono 74, obecnie 21 transportowych, 4 rozpoznawcze, 1 waki elektronicznej, od 1974                                                                           |                     |
| Cessna Citation V (TR.20)              |                     | Stany Zjednoczone                             | transport / fotogrametria                           | 2                   | C560 Citation V od 1992, także transport personelu, ewakuacja medyczna                                                                                              |                     |
| King Air C-90 (U.22)                   |                     | Stany Zjednoczone                             | użytkowy                                            | 4                   | od 2003, także dla VIP |                     |
| Transport VIP                          |                     |                                               |                                                     |                     | |                     |
| Airbus A310 (T.22)                     |                     | Francja                                       | dalekiego zasięgu                                   | 2                   | używane A310-304, kupione w 2003, zastąpiły w tej roli B707 |                     |
| Dassault Falcon 900 (T.18)             |                     | Francja                                       | średni odrzutowiec                                  | 5                   | Falcon 900B od 1988 |                     |
| Dassault Falcon 20 (T.11)              |                     | Francja                                       | lekki odrzutowiec                                   | 2                   | 20D od 1970 |                     |
| Aérospatiale Super Puma (HT.21A)       |                     | Francja                                       | śmigłowiec VIP                                      | 4                   | AS332M1 od 1982 |                     |
| Eurocopter Cougar (HT.27)              |                     | Francja                                       | śmigłowiec VIP                                      | 2                   | AS532UL od 2004 |                     |
| Samoloty szkolno-treningowe            |                     |                                               |                                                     |                     | |                     |
| CASA C-101 Aviojet (E.25)              |                     | Hiszpania                                     | szkolenie zaawansowane                              | 64                  | C-101EB od 1980, dostarczono 88, 7 w grupie akrobacyjnej |                     |
| Northrop F-5 Freedom Fighter (AE.9)    |                     | Stany Zjednoczone                             | przejściowe                                         | 19                  | F-5BM od 1970 |                     |
| Enaer T-35 Tamiz (E.26)                |                     | Chile                                         | szkolenie podstawowe                                | 35                  | ENAER-CASA T-35C Tamiz od 1981 |                     |
| Beechcraft Bonanza (E.24)              |                     | Stany Zjednoczone                             | szkolenie wstępne                                   | 16                  | F-33C Bonanza od 1974 |                     |
| Eurocopter EC 120 Colibri (HE.25)      |                     | Francja · Niemcy                              | śmigłowiec szkolny                                  | 15                  | EC 120B Colibri od 2000, 6 w grupie akrobacyjnej |                     |
| Sikorsky S-76 Spirit (HE.24)           |                     | Stany Zjednoczone                             | śmigłowiec treningowy / MEDEVAC                     | 8                   | S-76C do 1991 |                     |
| Search and Rescue                      |                     |                                               |                                                     |                     | |                     |
| CASA CN-235 (D.4)                      |                     | Hiszpania                                     | SAR / transport                                     | 8                   | CN-235 VIGMA od 2008 |                     |
| Fokker F-27 Maritime (D.2)             |                     | Holandia                                      | SAR / transport                                     | 3                   | F27 200-MAR od 1979 |                     |
| Aérospatiale Super Puma (HD.21)        |                     | Francja                                       | SAR / transport                                     | 10                  | AS332B1 od 1982 |                     |
| Airbus Helicopters H215                |                     | Francja                                       | SAR / transport                                     | 1                   | do 2016 |                     |
| Aérospatiale Puma (HD.19)              |                     | Francja                                       | SAR / transport                                     | 5                   | SA330J/L od 1974 |                     |
| Samoloty gaśnicze                      |                     |                                               |                                                     |                     | |                     |
| Canadair CL-415 (UD.14)                |                     | Kanada                                        | gaśniczy                                            | 3                   | od 2006 |                     |
| Canadair CL-215 (UD.13T)               |                     | Kanada                                        | gaśniczy                                            | 14                  | CL-215T od 1991 |                     |
|                                        |                     |                                               | Suma                                                | 436                 | |                     |

### Historyczne

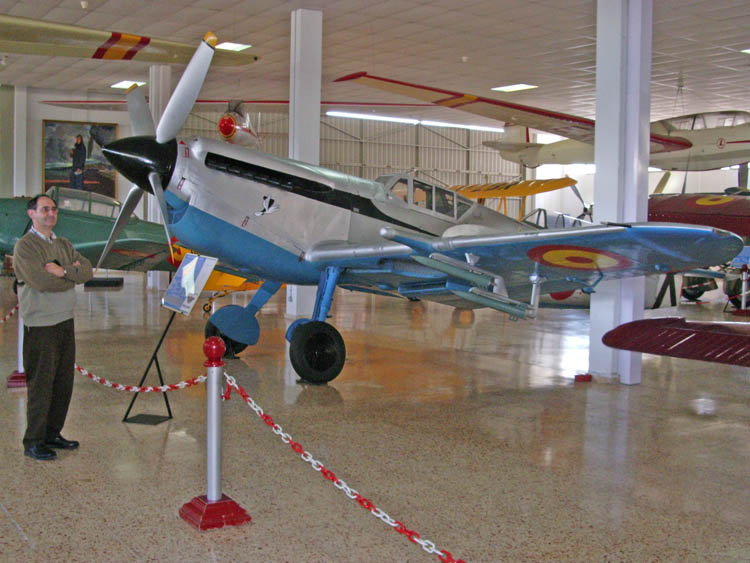
Messerschmitt Bf 109 (Ha 1112)
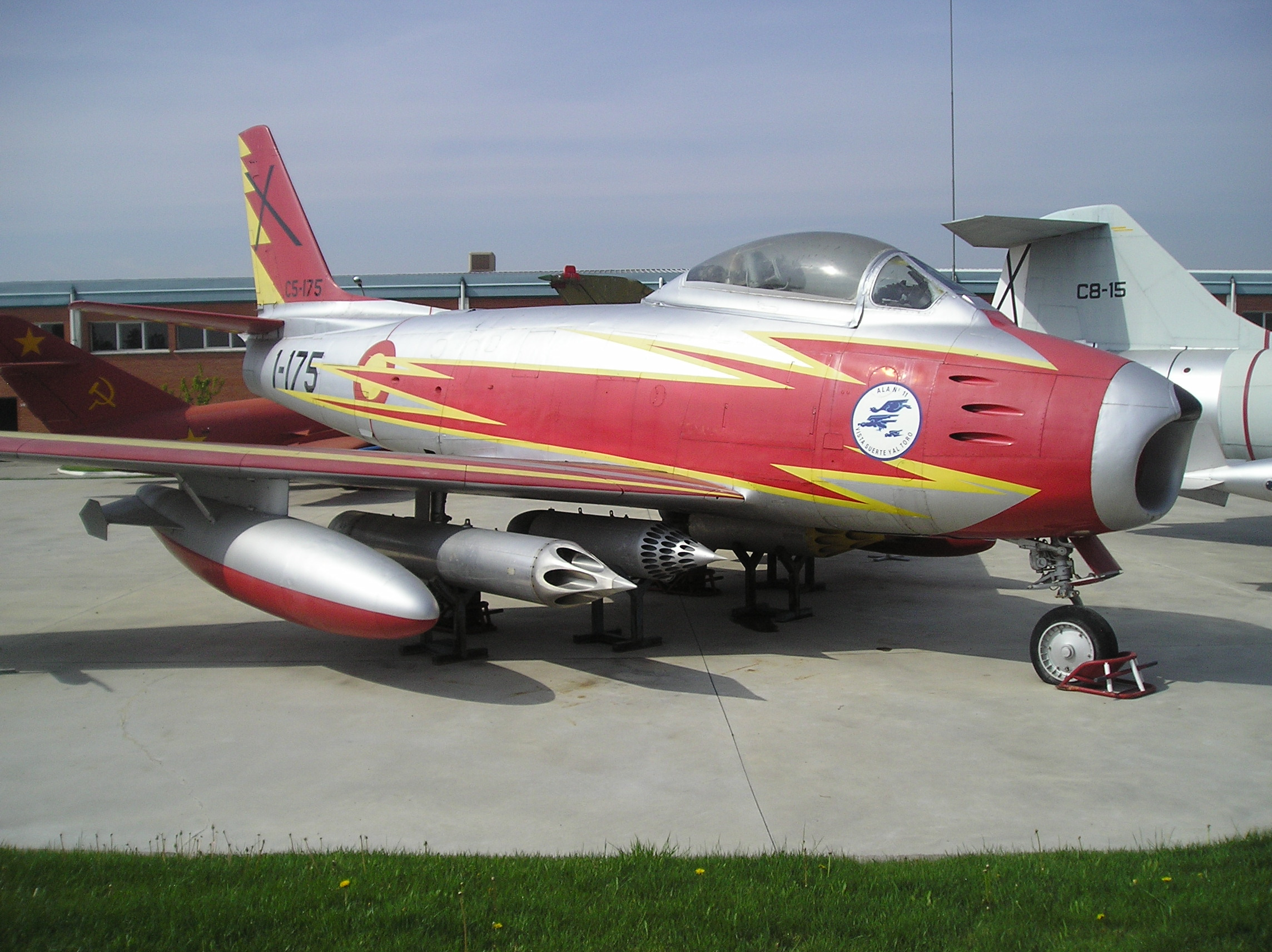
F-86 Sabre
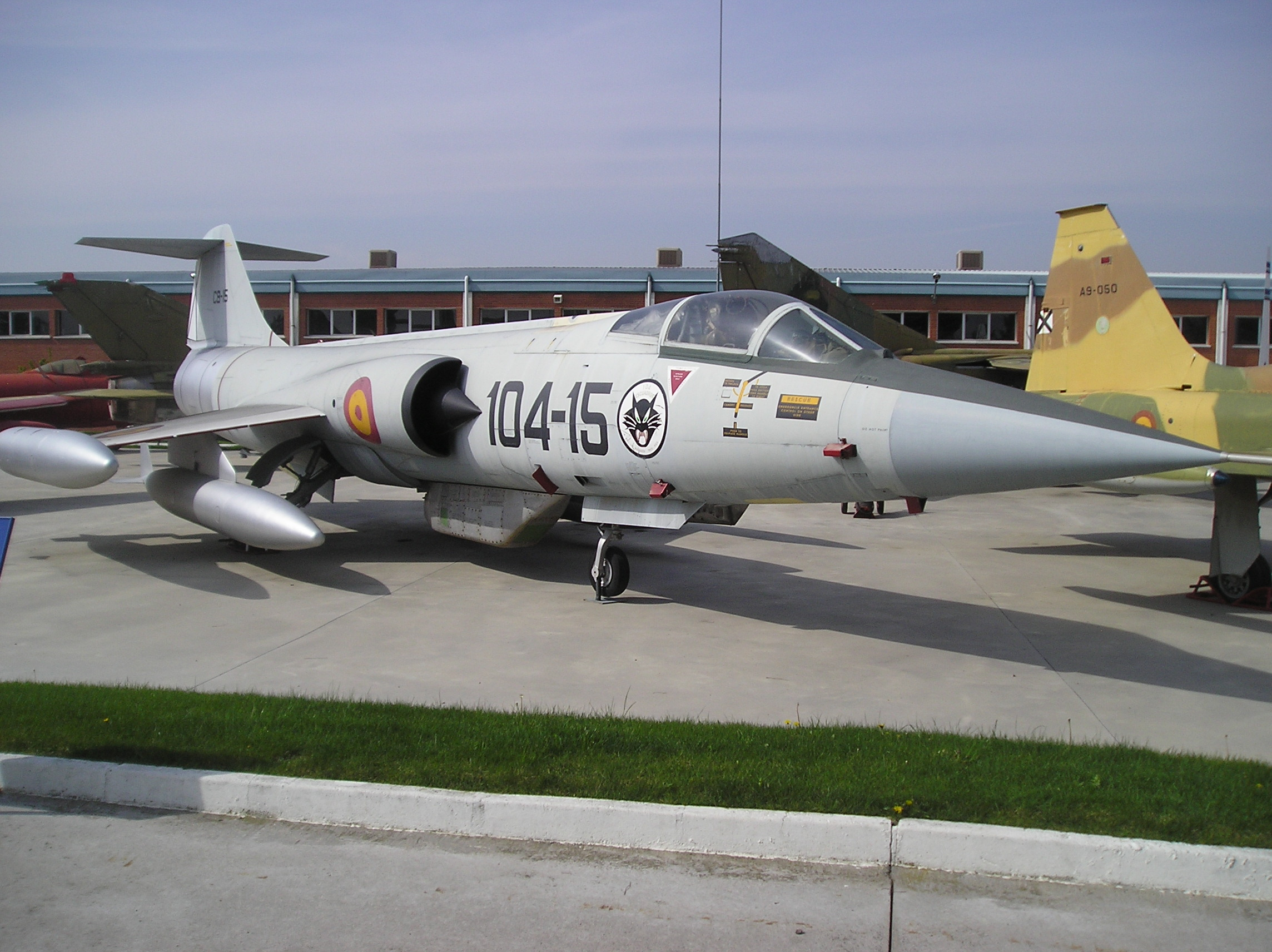
F-104 Starfighter
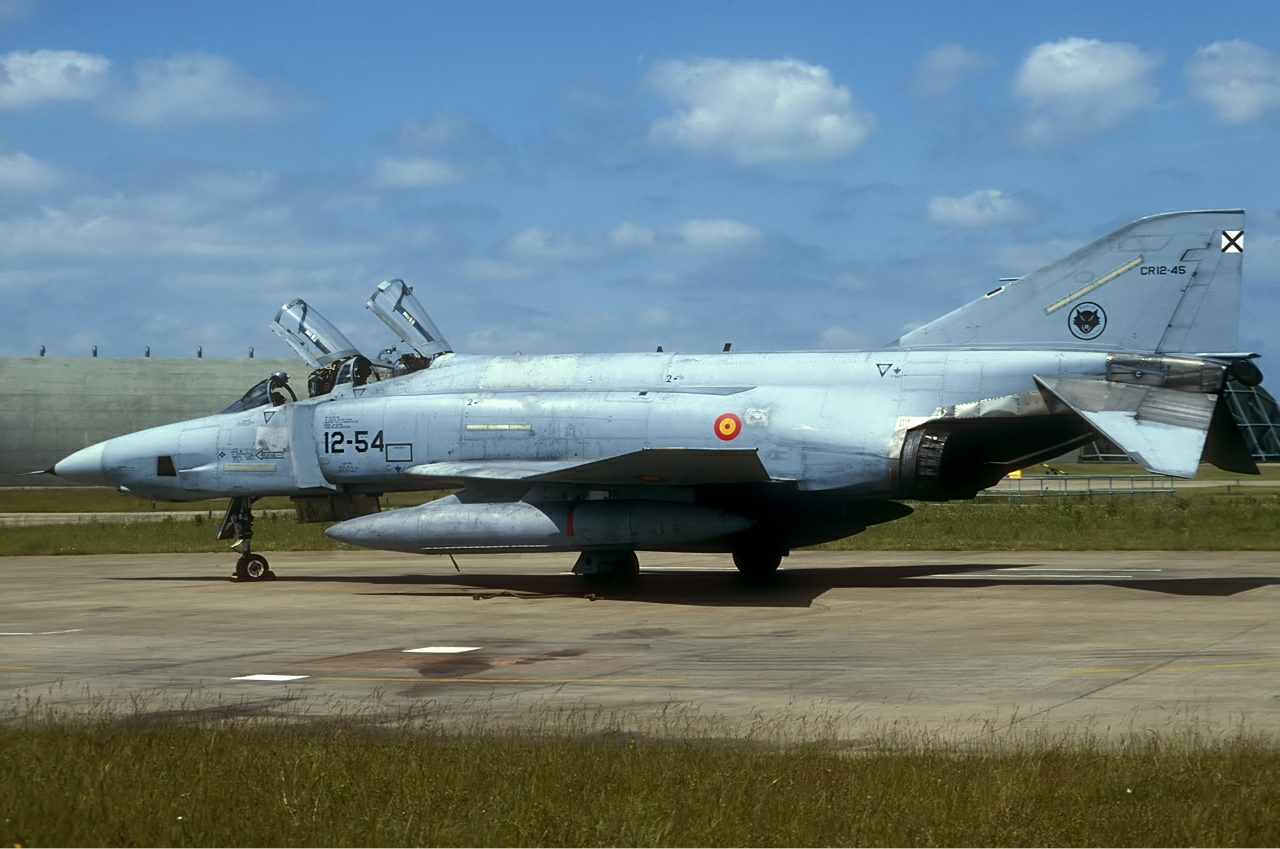
RF-4C Phantom II
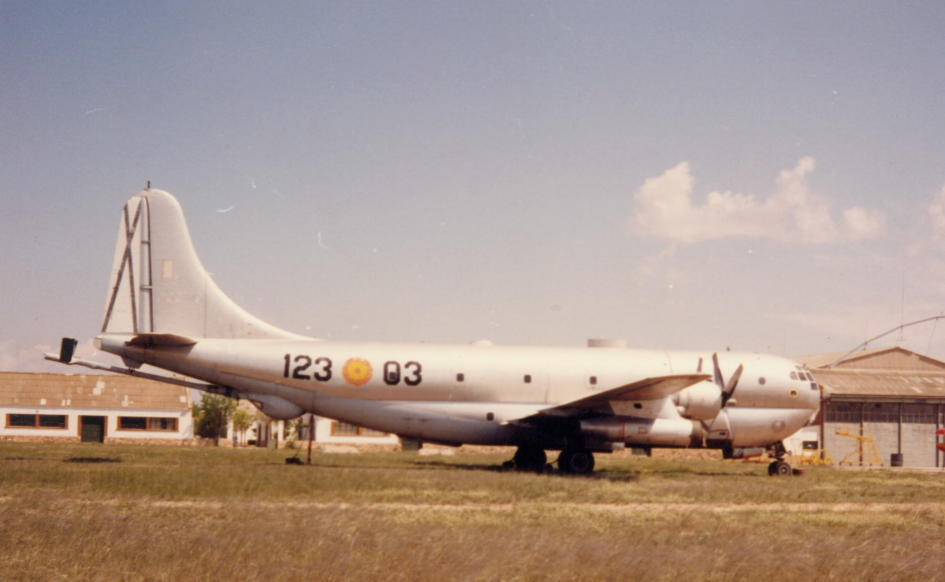
Boeing KC-97L Stratotanker
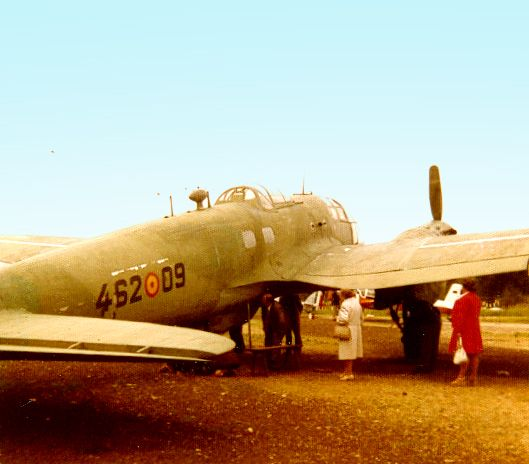
He-111

Samoloty myśliwskie
- SPAD S.XIII
- Polikarpow I-15
- Polikarpow I-16
- Grumman FF-1
- Boeing P-26
- Bristol Bulldog
- Hawker Fury
- Dewoitine D.371
- Dewoitine D.500
- Dewoitine D.510
- Fokker D.XXI
- Henschel Hs 123
- Heinkel He 51
- Heinkel He 112
- Fiat CR.32
- Fiat G.50
- Messerschmitt Bf 109 (Hispano Aviacion HA-1109/1112)
- North American F-86 Sabre
- Lockheed F-104 Starfighter
- Dassault Mirage III
- McDonnell Douglas F-4 Phantom II
- Dassault Mirage F1 (C.14)

Samolot bombowe
- Savoia-Marchetti SM.81
- Savoia-Marchetti SM.79
- Heinkel He 111 (CASA 2.111)

Inne
- Boeing KC-97 Stratotanker
- Avro 504
- Breguet 19
- Nieuport-Delage 52
- Dornier Do J
- Savoia-Marchetti S-62
- Vickers Vildebeest
- de Havilland DH.60 Moth
- Fokker F.VII
- Hawker Osprey
- de Havilland Dragon Rapide
- Aero A.101
- Blériot S.510
- Polikarpow R-5
- Polikarpov RZ
- Tupolew SB-2
- Fiat BR.20
- Breda Ba.65
- Heinkel He 46
- Dornier Do 17
- Dornier Do 24
- Junkers Ju 52 (CASA 352)
- Dornier Do 27
- Hispano Aviacion HA 100 Triana
- Hispano Aviacion HA 200 Saeta i Super Saeta
- CASA 201 Alcotán
- CASA 202 Halcón
- CASA 207 Azor
- Douglas C-47 Skytrain
- Grumman HU-16 Albatross
- North American Aviation T-6 Texan
- Beechcraft T-34 Mentor
- Bell 47 Sioux
- Douglas DC-8
- Lockheed T-33 Shooting Star
- DHC-4
- Douglas DC-8